# James Randi

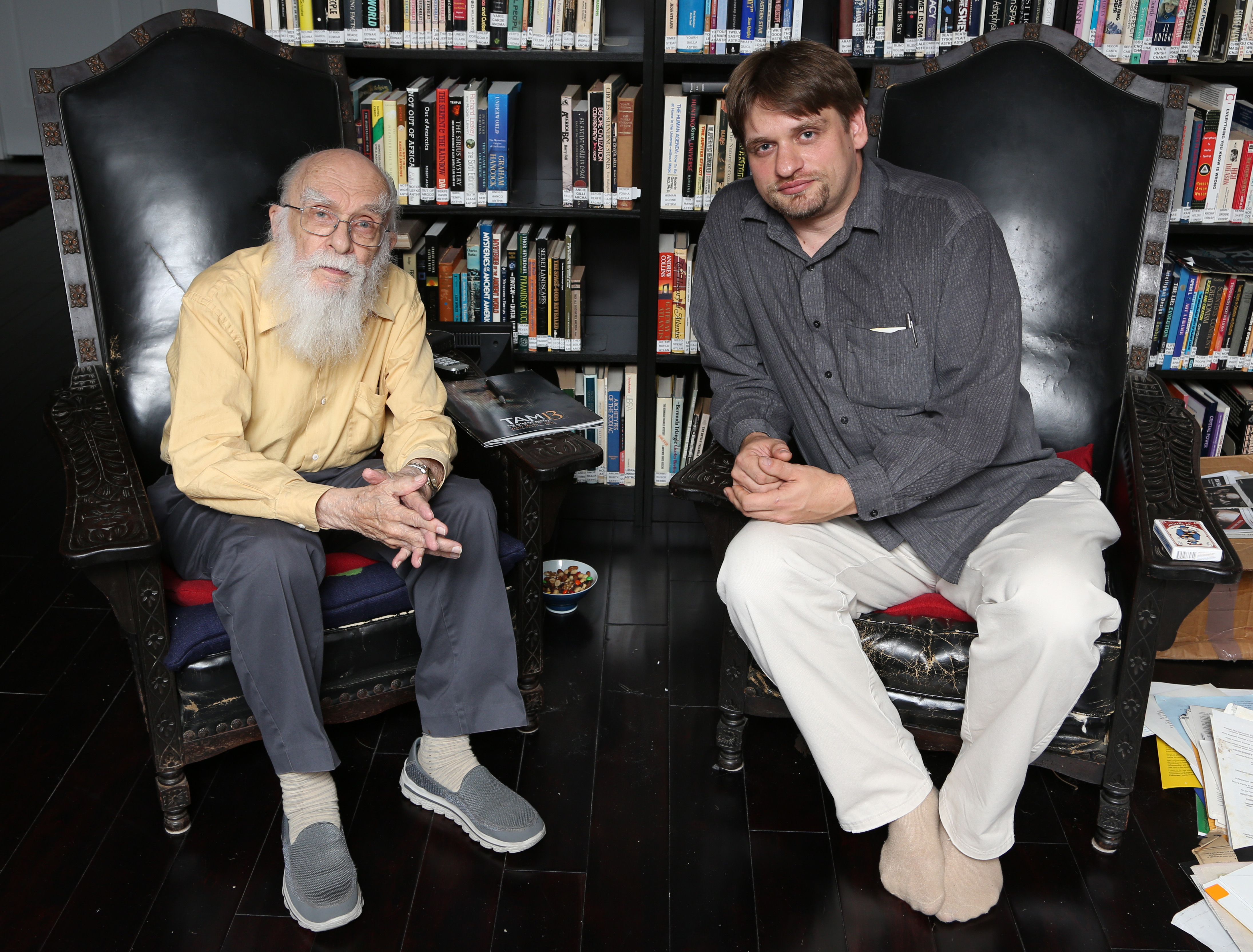
Fűrész Gábor James Randival - 1995

James Randi (született Randall James Hamilton Zwinge, Toronto, 1928. augusztus 7. – Fort Lauderdale, 2020. október 20.) kanadai-amerikai bűvész, illuzionista, a nemzetközi tudományos szkeptikus mozgalom aktivistája, aki főként paranormális jelenségek és áltudományos állítások megkérdőjelezéséről és leleplezéséről volt ismert. Karrierjét „The Amazing Randi” (Csodálatos Randi) néven többek közt bűvész-, szabadulóművész- és mentalista mutatványok előadásával kezdte, visszavonulása után azonban főleg paranormális, okkultista és természetfölöttinek vélt események tanulmányozásával foglalkozott, melyekre munkáiban „woo-woo”-ként hivatkozott.
Bár gyakran leleplezőként szokták említeni, Randi általában az oknyomozó szóval jellemezte saját tevékenységét. Munkái főként paranormalitással, a szkepticizmussal és a bűvészet történetével foglalkoznak, tíz könyv szerzője. Televíziós vendégként az amerikai NBC The Tonight Show Starring Johnny Carson című műsorának gyakori vendége volt és alkalmanként szerepelt a Penn & Teller: Bullshit! adásaiban is.
1996-ban megalapította a James Randi Oktatási Alapítványt (JREF), melynek célkitűzései között szerepel a nyilvánosság és a média figyelmének felhívása a bizonyítatlan állítások elfogadásának veszélyeire, illetve a megmagyarázhatatlannak tűnő jelenségek tudományos feldolgozásának támogatása is. A JREF szponzorálja a One Million Dollar Paranormal Challenge (Egymillió dolláros paranormális kihívás) programot, mely egymillió amerikai dollárt ajánl azoknak a követelményeknek megfelelő jelentkezőknek, akik a két fél által egyeztetett tesztkörülmények között demonstrálni tudják bármilyen paranormális, természetfölötti vagy okkultista erő létezését.

## Élete
Kisfiúként korának leghíresebb bűvészének, id. Harry Blackstone az előadása meghatározó nyomott hagyott benne. Gyermekkorában egy komoly kerékpáros baleset miatt járóképességét hónapokra elveszítette (az orvosok nem bíztak a felépülésében), 13 hónapig kellett gerincmerevítőt viselnie. Ezalatt is sok bűvészettel foglalkozó könyvet olvasott. 17 éves korában kirúgták a középiskolából, amikor egy utcai felvonuláson egy illuzionista magánszámot adott elő. Ezután 1946-tól illuzionista és szabadulóművészként éjszakai klubokban voltak fellépései, a húszas éveiben asztrológusként működve többek között a Globe bulvárlapba sablonos horoszkópokat publikált. 1956-ban az NBC csatorna adásában szabadulási rekordot állított fel.
Harmincas éveiben az Egyesült Királyság, Európa, és Japán számos szórakozóhelyén tartott előadásokat, így sok más előadó módszereit megismerte. 1974-ben a Niagara-vízesés felett lógva szabadította ki magát egy kényszerzubbonyból. Az 1970-es években többször előfordult, hogy kifinomult trükkjeit paranormális jelenség bizonyítékának gondolták, amit ő tagadott és cáfolt. A hiszékenység ellen módszeres munkába kezdett. 1972-ben meghívta Uri Gellert egy TV műsorba hogy bizonyítsa képességeit, de semmi ilyesmi nem történt, Uri gyengeségre panaszkodott. Geller végül 1991-ben 15 millió dollárra perelte Jamest és szervezetét, de elvesztette.

## Munkássága

### Film
- James Randi Budapesten – dokumentumfilm
- Zembla, 'De trucs van Char' (The tricks Char uses). (March 2008)
- Welt der Wunder – Kraft der Gedanken (January 2008)
- 20/20 ABC TV (May 11, 2007)[70]
- Anderson Cooper 360, CNN (January 19, 2007 and January 30, 2007)
- Inside Edition – (20 January 2006 and 27 February 2007) TV
- Magic (2004) (mini) TV Series
- Penn & Teller: Bullshit!
  - Signs from Heaven (2005) TV Episode
  - ESP (2003) TV Episode
  - End of the World (2003) TV Episode
- Fornemmelse for snyd (2003) TV Series (also archive footage)
- Mitä ihmettä? (2003) TV Series
- The Ultimate Psychic Challenge (Discovery Channel/Channel 4) (2003)
- Horizon – Homeopathy: The Test (2002) TV Episode
- Spotlight on James Randi (2002) (TV)
- Larry King Live of CNN (June 5, 2001, September 3, 2001, and January 26, 2007)
- The View ABC TV (1999)
- The Art of Magic (1998) (TV)
- The Power of Belief (October 6, 1998) (ABC News Special) (TV)
- Scams, Schemes, and Scoundrels (A&E Special) (March 30, 1997)
- The Tonight Show Starring Johnny Carson (32 appearances between 1973 and 1993[5])
- NOVA: Secrets of the Psychics (1993)
- James Randi: Psychic Investigator (1991) (Open Media series for the ITV network)
- Exploring Psychic Powers Live (June 7 1989) (Hosted by Bill Bixby)
- Magic or Miracle (1983)
- That's My Line (1980) (Appeared with James Hydrick)
- The Don Lane Show (1980)

## Rekordjai
A következő Guinness-világrekordokat állította fel:
- Randi egy lezárt koporsóban, melyet víz alá is merítettek egy óra 44 percet viselt el, amivel megdöntötte Harry Houdini egy óra 33 perces rekordját, amit 1926-ban állított fel.[8][15]
- 55 percen keresztül bírta ki egy jégtömbbe zárva.[8][15]